# Kaarlo Halttunen
Kaarlo Einari Halttunen (ur. 18 sierpnia 1909 w Lappeenrancie, zm. 8 marca 1986 w Helsinkach) – fiński aktor. Na przestrzeni lat 1933–1970 wystąpił w około 90 produkcjach filmowych i telewizyjnych. Zagrał w filmie Yksityisalue, który rywalizował na 13. Międzynarodowym Festiwalu Filmowym w Berlinie.

## Wybrana filmografia
- Radio tekee murron (1951)
- Radio tulee hulluksi (1952)
- Nieznany żołnierz (Tuntematon sotilas) (1955)
- 1918 (1957)
- Pikku Pietarin piha (1961)
- Yksityisalue (1962)